# Omid Gholamzadeh
Omid Gholamzadeh (19 de julio de 1982) es un deportista iraní que compitió en taekwondo. Ganó dos medallas en el Campeonato Mundial de Taekwondo en los años 2003 y 2007, y una medalla en el Campeonato Asiático de Taekwondo de 2004.

## Palmarés internacional
| Campeonato Mundial  | Campeonato Mundial                | Campeonato Mundial | Campeonato Mundial |
| Año                 | Lugar                             | Medalla            | Categoría          |
| ------------------- | --------------------------------- | ------------------ | ------------------ |
| 2003                | Garmisch-Partenkirchen (Alemania) | Medalla de bronce  | –62 kg             |
| 2007                | Pekín (China)                     | Medalla de plata   | –67 kg             |
| Campeonato Asiático |                                   |                    |                    |
| Año                 | Lugar                             | Medalla            | Categoría          |
| 2004                | Seongnam (Corea del Sur)          | Medalla de oro     | –67 kg             |